# 밤 끝으로의 여행
《밤 끝으로의 여행》(Voyage au bout de la nuit)은 1932년 출판된 루이페르디낭 셀린의 첫 소설이다. 이 책으로 작가는 르노도상을 수상했으며, 공쿠르상 후보에도 두 번이나 거론되었다. 이 책은 37개 언어로 번역되었다.
이 소설은 특히 불문학에 큰 영향을 끼친, 비속어의 특색을 띠며 일상어를 모방한 문체로 유명하다.

## 같이 보기
- 르 몽드가 선정한 세기의 도서 100권